# Château de Servières (Haute-Loire)
Le château de Servières est un château situé en France sur la commune de Saint-Didier-sur-Doulon, dans la région Auvergne-Rhône-Alpes.

## Localisation
Le château est situé dans le département français de la Haute-Loire, sur la commune de Saint-Didier-sur-Doulon, dans l'ancienne région administrative d'Auvergne.

## Historique
Le castrum de Servières est référencé en 1250. La maison forte, érigée au XIIIe siècle, a préservé son logis-donjon et sa basse cour relativement intacts.
Le général Joseph de Boisseu de Servières est né le 29 novembre 1729 au château de Servières et a fait notamment campagne dans le cadre de la Guerre de la Conquête au Canada de 1755 à 1760. Emprisonné sous  la Terreur, la chute de Robespierre lui évite la guillotine.

## Description
L'ensemble est constitué d'un édifice rectangulaire à trois niveaux, flanqué de deux tours du côté de l'escarpement, et est protégé à l'opposé par une enceinte composée de bâtiments de différentes époques qui semblent suivre le plan original. Les ouvertures remontent au XVe siècle. À l'intérieur, la disposition ancienne persiste au rez-de-chaussée avec des salles voûtées. Les étages ont été subdivisés au XVIIIe siècle, et les pièces ont été agrémentées d'une décoration rustique comprenant des plafonds à la française, des papiers peints et des lambris peints.

## Protection
Le château est inscrit au titre des monuments historiques par arrêté du 7 février 1994.